# The Metal Opera
The Metal Opera – pierwszy album grupy muzycznej Avantasia, wydany został 10 lipca 2001 roku.

## Lista utworów
Opracowano na podstawie materiału źródłowego.
1. "Prelude" – 1:11
2. "Reach Out for the Light" – 6:33
3. "Serpents in Paradise" – 6:16
4. "Malleus Maleficarum" – 1:43
5. "Breaking Away" – 4:35
6. "Farewell" – 6:33
7. "The Glory of Rome" – 5:29
8. "In Nomine Patris" – 1:04
9. "Avantasia" – 5:32
10. "A New Dimension" – 1:39
11. "Inside" – 2:24
12. "Sign of the Cross" – 6:26
13. "The Tower" – 9:44

## Twórcy
Opracowano na podstawie materiału źródłowego.

- Tobias Sammet – śpiew, instrumenty klawiszowe, aranżacje
- Henjo Richter – gitara elektryczna
- Markus Grosskopf – gitara basowa
- Alex Holzwarth – instrumenty perkusyjne
- Rob Rock jako Bishop von Bicken – śpiew
- w utworach pt. "In Nomine Patris", "Reach Out for the Light" oraz "Breaking Away"
  - Michael Kiske "Erine" jako druid Lugaid Vandroly – śpiew
- w utworze pt. "Serpents in Paradise" – śpiew
  - David DeFeis (Virgin Steele), jako Friar Jakob – śpiew
- w utworze pt. "Malleus Maleficarum"
  - Ralf Zdiarstek jako Baliff von Kronberg – śpiew
- utwór pt. "The Glory Of Rome"
  - Oliver Hartmann (At Vance)/ jako Pope Clemens IIX – śpiew
  - Ralf Zdiarstek jako Baliff von Kronberg – śpiew
- utwór pt. "Inside"
  - Frank Tischer' – pianino
  - Kai Hansen jako Regrin, the Dwarf – śpiew
  - Andre Matos (Angra) jako Elf Elderane – śpiew
- utwór pt. "Sign Of The Cross"
  - Jens Ludwig – gitara elektryczna
  - Kai Hansen jako Regrin, the Dwarf – śpiew
  - Andre Matos (Angra) jako Elf Elderane – śpiew
  - Oliver Hartmann (At Vance)/ jako Pope Clemens IIX – śpiew
- utwór pt. "Breaking Away"
  - Norman Meiritz – gitara akustyczna
  - Michael Kiske "Erine" jako druid Lugaid Vandroly – śpiew
- utwór pt. "Farewell"
  - Sharon den Adel jako Anna Held  – śpiew
- utwór pt. "Tower"
  - Jens Ludwig – gitara elektryczna
  - Andre Matos (Angra) jako Elf Elderane
  - Oliver Hartmann (At Vance)/ jako Pope Clemens IIX – śpiew
  - David DeFeis (Virgin Steele), jako Friar Jakob – śpiew
  - Michael Kiske "Erine" jako druid Lugaid Vandroly – śpiew
  - Timo Tolkki (Stratovarius) jako voice in The Tower – śpiew